# Leighton Library

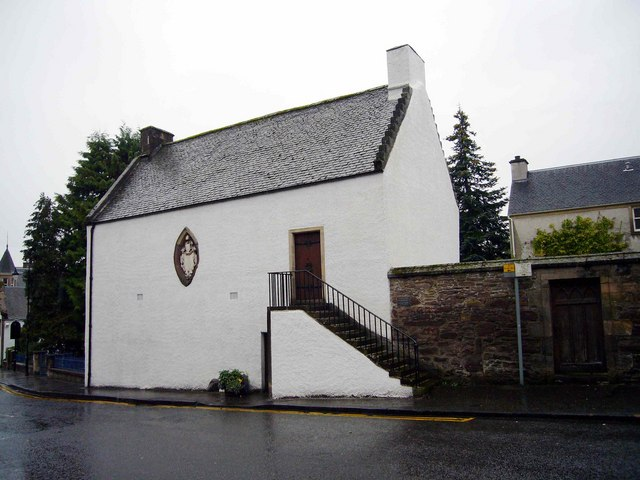
Leighton Library

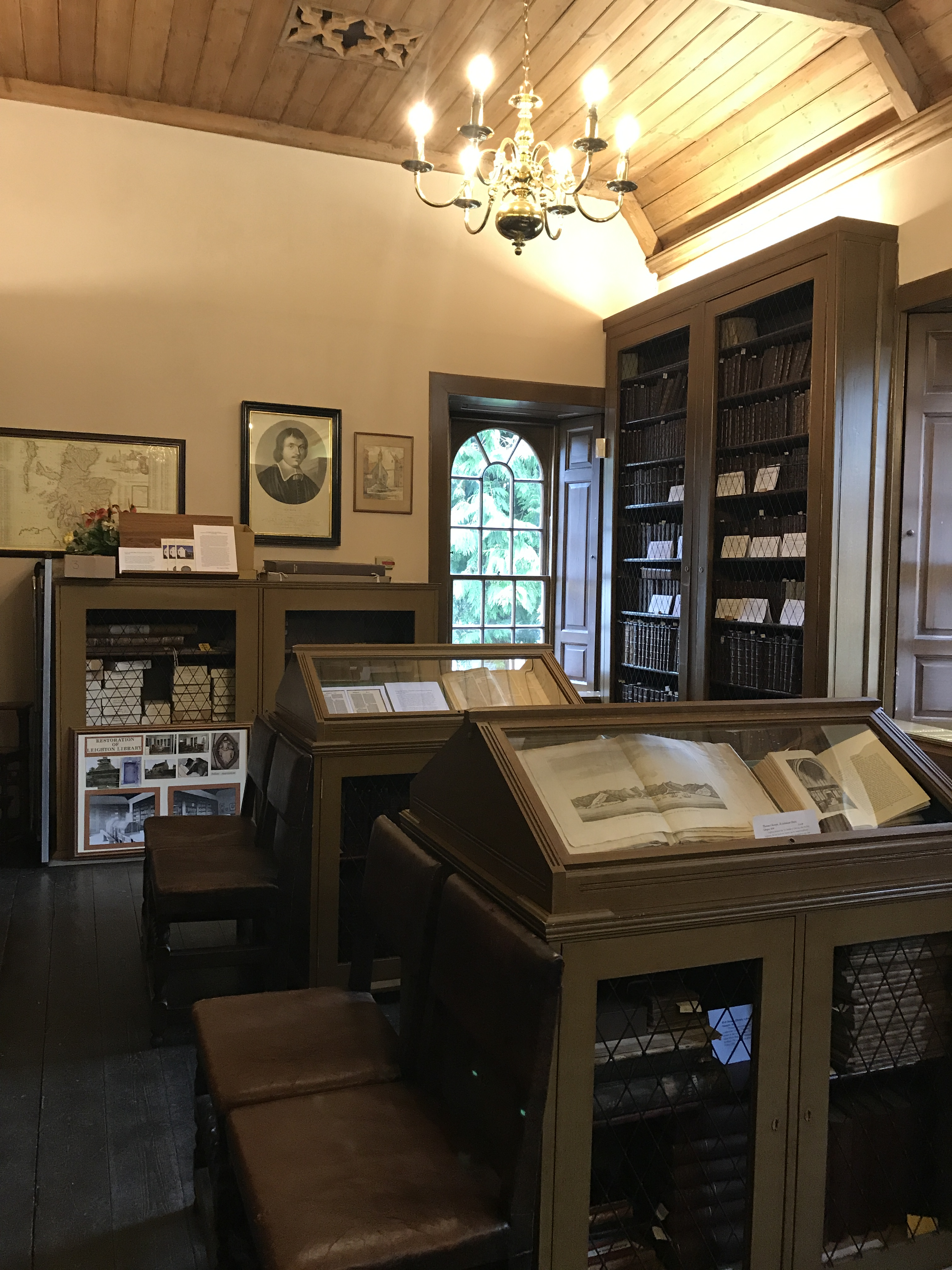
Innenansicht

Die Leighton Library ist die älteste Privatbibliothek Schottlands. Sie steht im Zentrum der Kleinstadt Dunblane in der Council Area Stirling. 1971 wurde das Bauwerk in die schottischen Denkmallisten in der höchsten Denkmalkategorie A aufgenommen.

## Geschichte
Robert Leighton (1611–1684), Bischof von Dunblane und späterer Erzbischof von Glasgow, hinterließ mit seinem Ableben im Jahre 1684 eine Summe zur Einrichtung einer Bibliothek in Dunblane. Sie sollte der Verwaltung des Bistums Dunblane offenstehen. James Robinson of Park of Keir, Kämmerer des Lord Strathallan, leitete die Maßnahmen. Die Gesamtkosten des zwischen 1684 und 1687 ausgeführten Baus, bei dem Steinmaterial des ruinösen Bischofspalastes von Dunblane wiederverwendet wurde, beliefen sich auf rund 162 £. Lord Strathallan koordinierte auch in Zusammenarbeit mit Leightons Tochter Sapphira Lightmaker und deren Sohn Edward den Transport von Leightons Buchbestand aus dessen Alterssitz im englischen Sussex nach Dunblane.
Robert Douglas, Sohn des gleichnamigen letzten Bischofs von Dunblane, wurde als erster Bibliothekar eingesetzt. Wie auch seinen Nachfolgern, stand ihm eine Wohnung im Keller der Bücherei zur Verfügung. In der ersten Hälfte des 19. Jahrhunderts wurden die Räumlichkeiten modernisiert. Nach der Schließung im Laufe der 1850er Jahre wurde die Leighton Library 1989 durch Honeyman, Jack & Robertson, restauriert und wiedereröffnet.
Zunächst 1400 Bücher umfassend, wuchs der Buchbestand im Laufe der Jahrhunderte auf rund 4500 Einzelausgaben an. Im Bestand der heute der Öffentlichkeit zugänglichen Bibliothek finden sich Bücher in 89 Sprachen.

## Beschreibung
Die Leighton Library befindet sich im historischen Zentrum Dunblanes unweit der Dunblane Cathedral. Im Tiefparterre des einstöckigen, länglichen Gebäudes befinden sich die Gewölbe der ehemaligen Bibliothekarswohnung. Die Fassaden sind mit Harl verputzt, wobei Sandsteindetails abgesetzt sind. Das Eichenportal ist über eine Vortreppe zugänglich. In das Mauerwerk sind Rundfenster sowie ein längliches Rundbogenfenster eingelassen. Das abschließende Satteldach ist mit grauem Schiefer eingedeckt.